# Cocotitlán
Cocotitlán és un municipi de l'estat de Mèxic. Cocotitlán és el cap de municipi i principal centre de població d'aquesta municipalitat. Aquest municipi és a la part oriental de l'estat de Mèxic. Limita al nord amb els municipis de Temamatla i Amecameca, al sud amb Juchitepec, a l'oest amb Ozumba i a l'est amb Chiautla.